# Tenuiphantes zimmermanni
Tenuiphantes zimmermanni là một loài nhện trong họ Linyphiidae. Loài này được Bertkau dưới danh pháp Lepthyphantes zimmermanni miêu tả khoa học năm 1890.